# Sobîci, Șostka
Sobîci (în ucraineană Собич) este localitatea de reședință a comunei Sobîci din raionul Șostka, regiunea Sumî, Ucraina.

## Demografie
Componența lingvistică a localității Sobîci
     Ucraineană (97,21%)
     Rusă (2,07%)
     Alte limbi (0,72%)
Conform recensământului din 2001, majoritatea populației localității Sobîci era vorbitoare de ucraineană (97,21%), existând în minoritate și vorbitori de rusă (2,07%).